# Медицински факултет Универзитета у Приштини
Медицински факултет је високообразовна установа Универзитета у Приштини. Основан је 17. јуна 1969. године у Приштини. После НАТО бомбардовања Југославије привремено је премештен у Крушевац, док се 1. септембра 2002. вратио на простор Косова и Метохије и за привремено седиште одређена је Косовска Митровица.
На Факултету се организује и континуирана медицинска едукација која обухвата едукативних семинаре, курсеве и друге програме едукације за медицинске раднике. Наставу на семинарима континуиране едукације изводе наставници и сарадници нашег факултета, осталих медицинских факултета у замљи, истакнути стручњаци здравствених установа и визитинг професори из иностранства.
Медицински факултет обавља и научно-истраживачку делатност преко својих института и учешћем у научно-истраживачким пројектима Министарства науке Републике Србије. Министарство науке и заштите животне средине је одобрило финансирање 14 научних пројеката и један међународни пројекат. На овим и другим пројектима ангажована су истраживачи са Медицинског факултета у Приштини и других медицинских факултета Републике Србије.

## Историјат
Оснивач Факултета је Република Србија. У циљу побољшања квалитета и унапређења здравствене заштите становништва, Скупштина САП Косова и Метохије 17. јун 1969. године доноси Закон о оснивању Медицинског факултета у Приштини ("Службени лист САПК", бр. 20/69) у оквиру Универзитета у Приштини. Први дан рада Факултета је обележен 4. децембар исте године, када су одржана прва предавања у просторијама Филозофског факултета у Приштини. Факултет је основан као образовно-васпитна и научна организација удруженог рада која припрема високе стручне кадрове, организује и спроводи научна достигнућа и обавља здравствену делатност у складу са високим националним и међународним стандардима. Од 7. новембра 1973. године Медицински факултет проширује своју делатност и у области здравствене заштите, припајањем Опште болнице у Приштини, и као такав је регистрован код Окружног привредног суда у Приштини, под Fi. be. 461/74, као организација удруженог рада са ограниченом солидарном одговорношћу и посебног друштвеног значаја.
Године 1975. у оквиру Медицинског факултета отвара се и Стоматолошки одсек. Медицински факултет у Приштини усклађивао је свој рад и организацију са законским прописима Републике Србије којим се регулише делатност високог образовања, научно-истраживачки рад и здравствена делатност. Медицински факултет у Приштини регистрован је као високошколска установа чији је оснивач Република Србија у саставу Универзитета у Приштини. За време 40 година постојања, на Медицинском факултету студирало је преко 10.000 студената, а тренутно студира око 1.300 студената. После агресије НАТО-а, Медицински факултет у Приштини поделио је судбину свог народа и напустио простор Косова и Метохије. Факултет је од јуна 1999. године привремено био измештен из свог седишта у Приштини у Крушевац. Од 1. септембра 2002. године Медицински факултет у Приштини се вратио на простор Косова и Метохије и за привремено седиште одређена је Косовска Митровица.

## Студијски програми
- Интегрисане академске студије медицине у трајању од 6 година, чијим се завршетком стиче 360 ЕСПБ бодова;
- Интегрисане академске студије стоматологије у трајању од 5 година, чијим се завршетком стиче 300 ЕСПБ бодова;
- Основне академске студије здравствене неге у трајању од 4 године, чијим се завршетком стиче 240 ЕСПБ бодова;
- Специјалистичке струковне студије у трајању од најмање годину дана, чијим се завршетком стиче 60 ЕСПБ бодова;
- Специјалистичке академске студије у трајању од најмање годину дана, чијим се завршетком стиче 60 ЕСПБ бодова;
- Докторске академске студије у трајању од најмање 3 године, чијим се завршетком стиче 180 ЕСПБ бодова;
- Здравствене специјалистичке студије (специјалистичке студије у складу са Законом о здравственој заштити).